# SS Baychimo

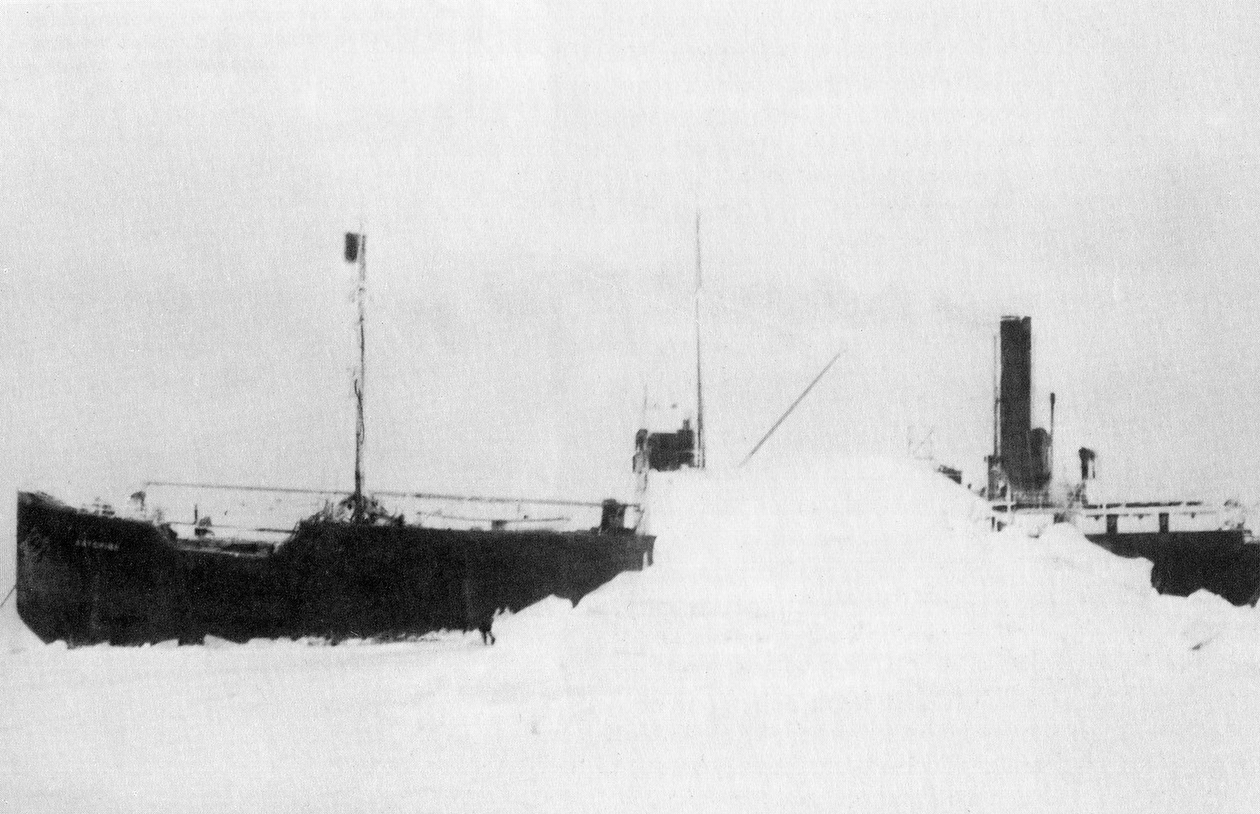
Le SS Baychimo en 1931.

Le SS Baychimo, anciennement SS Ångermanelfven, est un navire cargo à vapeur et à coque d'acier construit en 1914 à Göteborg et appartenant à la Compagnie de la Baie d'Hudson. Il était utilisé pour le commerce de provisions contre des peaux avec les inuits le long de la côte de l'île Victoria dans les Territoires du Nord-Ouest, au Canada.
C'est devenu un vaisseau fantôme le long de la côte de l'Alaska après son abandon en 1931. Il a été vu de nombreuses fois depuis jusqu'à sa dernière apparition en 1969.
Le navire transportait des marchandises entre le port d’Hambourg et la Suède. Abîmé durant la Première Guerre mondiale, comme bon nombre de navires, il a été racheté par la compagnie britannique de la baie d’Hudson, en 1921. Réparé, il a été rebaptisé le Baychimo.
Pendant dix ans, sa machine à vapeur l’a propulsé le long de la mordante côte nord du Canada, il ramassait et déchargeait des peaux de bêtes. Le 1er octobre 1931, lors d’un voyage à Vancouver, le bateau reste coincé dans la banquise près de la ville de Barrow, en Alaska, la onzième communauté la plus septentrionale du monde.
L’équipage a laissé le navire prisonnier des glaces pendant quelques jours. Puis a regagné son bord avant que le bateau de 1 322 tonnes soit, de nouveau, bloqué le 8 octobre. La compagnie de la baie d’Hudson a envoyé un autre bateau pour aller sauver les marins à bord. Sur les 37 membres de l’équipage, vingt-deux ont été rapatriés. Quinze marins très robustes, dont le capitaine, sont restés sur place malgré la rudesse du temps.
L’équipage restant a construit un abri en bois, à proximité, en attendant que la glace fonde et libère le bateau. Mais le 24 novembre, l’équipage n’a jamais retrouvé trace du Baychimo après une journée de blizzard. Le capitaine a cru qu’il s’était brisé dans la tempête et avait fini par sombrer. Mais en croisant un Inuit, chasseur de phoques, l’équipage a finalement appris que le bateau avait été aperçu à quelques kilomètres de là, à la dérive. C’est ainsi qu’il fut abandonné à son sort.
Il fut aperçu douze fois dans les années 30, au large de Wainwright, en Alaska. En mars 1962, il sera encore vu dérivant dans la mer de Beaufort. Puis, une nouvelle fois, pris au piège de la glace, entre Point Barrow et Icy Cape dans la mer des Tchouktches, en 1969.
En 2006, le gouvernement de l’Alaska a tenté de retrouver le cargo. En vain. Ses efforts n’ont jamais rien donné.
SS Baychimo, le cargo fantôme de l’Arctique - Edition du soir Ouest-France - 23/11/2017